# Thiago Flores
Thiago Leite Flores Pereira (Ribeirão Preto, 3 de Julho de 1980) é um delegado de polícia e político brasileiro, filiado ao Republicanos. É deputado federal por Rondônia.

## Biografia
Thiago começou sua carreira política em 2014, aonde se candidatou à deputado federal, atingindo a votação de 17.861 (2,41%) e não sendo eleito.
Em 2016, disputou a prefeitura de Ariquemes, aonde se elegeu prefeito até 2021.
Em 2022 buscou um mandato de deputado federal, aonde se elegeu deputado federal após atingir a votação de 23.791 votos.

## Controvérsias
Ganhou repercussão regional inicialmente por ser noticiado como um "candidato gato" na eleição de 2014, no qual as placas de campanha para deputado federal estariam sendo furtadas. 
Gerou notoriedade nacional no começo do primeiro mandato como Prefeito de Ariquemes por mandar suprimir  livros didáticos no ensino básico municipal que contivessem referências a uniões homoafetivas, gerando processos por parte do Ministério Público Federal.

## Desempenho eleitoral
| Ano  | Eleição                | Partido | Candidato a      | Votos  | %      | Resultado | Ref    |
| ---- | ---------------------- | ------- | ---------------- | ------ | ------ | --------- | ------ |
| 2014 | Estaduais em Rondônia  | PMDB    | Deputado federal | 17.861 | 2,24%  | Suplente  | [ 12 ] |
| 2016 | Municipal em Ariquemes | PMDB    | Prefeito         | 26.808 | 58,10% | Eleito    | [ 13 ] |
| 2022 | Estaduais em Rondônia  | MDB     | Deputado federal | 23.791 | 2,74%  | Eleito    | [ 14 ] |